# Endochironomus occultus
Endochironomus occultus är en tvåvingeart som beskrevs av Jean-Jacques Kieffer 1922. Endochironomus occultus ingår i släktet Endochironomus och familjen fjädermyggor.
Artens utbredningsområde är Tjeckien. Inga underarter finns listade i Catalogue of Life.